# Alexander Fathoullin
 Alexander Fathoullin (* 26. August 1995 in Iqaluit) ist ein kanadischer Shorttracker.

## Werdegang
Fathoullin hatte seinen ersten internationalen Erfolg bei den Juniorenweltmeisterschaften 2013 in Warschau. Dort gewann er Silber mit der Staffel über 3000 m. Zu Beginn der Saison 2015/16 startete er in Montreal erstmals im Weltcup und belegte dabei 12. Platz über 500 m und den sechsten Rang über 1000 m. Beim folgenden Weltcup in Toronto erreichte er mit dem zweiten Platz über 500 m seine erste Weltcuppodestplatzierung. Im weiteren Saisonverlauf belegte er in Dresden über 1500 m und mit der Staffel jeweils den zweiten Platz und in Dordrecht mit der Staffel den dritten Platz. Bei den Shorttrack-Weltmeisterschaften 2016 in Seoul holte er die Silbermedaille mit der Staffel.

## Persönliche Bestzeiten
- 500 m      40,858 s (aufgestellt am 17. Januar 2015 in Montreal)
- 1000 m    1:23,831 min. (aufgestellt am 20. August 2017 in Montreal)
- 1500 m    2:13,503 min. (aufgestellt am 19. September 2014 in Calgary)
- 3000 m    5:05,109 min. (aufgestellt am 17. Januar 2016 in Montreal)